# Claudio Enría
Claudio Marcelo Enría Olivera  (Helvecia, Santa Fe, 28 de agosto de 1973) es un exfutbolista argentino que jugaba de delantero.

## Trayectoria
Comenzó su carrera en el Club Colón de San Justo. Cumplió una destacada actuación en el Club Atlético Lanús de Argentina, donde jugó entre 1993 y 1997. Allí formó dupla ofensiva con Ariel López tanto en la obtención de la Copa Conmebol 1996 como de tres terceros puestos consecutivos en el torneo local entre 1995 y 1996. En Gimnasia y Esgrima La Plata formó también una destacada dupla ofensiva con el "Colorado" Facundo Sava.

## Clubes
| Club                        | País      | Año       |
| --------------------------- | --------- | --------- |
| Newell's Old Boys           | Argentina | 1990-1994 |
| Colón                       | Argentina | 1995      |
| Lanús                       | Argentina | 1996-1998 |
| Sevilla FC                  | España    | 1998-1999 |
| Belgrano                    | Argentina | 1999-2000 |
| Colón                       | Argentina | 2000-2001 |
| Gimnasia y Esgrima La Plata | Argentina | 2001-2003 |
| Leganés                     | España    | 2003-2004 |
| Gimnasia y Esgrima La Plata | Argentina | 2004-2005 |
| Vélez Sársfield             | Argentina | 2005-2006 |
| Colón                       | Argentina | 2006-2008 |

## Títulos obtenidos
| Título           | Club              | País      | Año    |
| ---------------- | ----------------- | --------- | ------ |
| Primera División | Newell's Old Boys | Argentina | 1991   |
| Primera División | Newell's Old Boys | Argentina | C-1992 |
| Copa Conmebol    | Lanús             | Argentina | 1996   |